# سحر مرلين
سحر مرلين هي لوحة زيتية رسمها الفنان الإنغليزي إدوارد بورن جونز في الفترة بين 1872 و1877.اللوحة معروضة حالياً في معرض ليدي ليفر الفني.